# Vela ai Giochi della XXIX Olimpiade - Laser Radial class femminile
Le gare di vela della classe Laser Radial femminile valide per la XXIX Olimpiade si sono svolte dal 12 al 19 agosto 2008 a Qingdao nella Qingdao International Sailing Centre. Hanno partecipato alla competizione 28 atlete.
I punti sono stati assegnati in base alle posizioni finali in ciascuna regata (1 al primo, 2 al secondo etc.). Sono stati considerati i migliori 9 punteggi delle dieci regate di qualificazione, e ciascun atleta ha potuto scartare il punteggio più alto. I 10 atleti con il punteggio più basso hanno gareggiato in un'ultima regata, chiamata "Medal Race" in cui il punteggio valeva doppio e andava a sommarsi a quello delle 9 regate di qualificazione.
In caso di squalifica, o di mancata partenza per una regata, all'atleta venivano assegnati 28 punti per quella regata (21 nell'ultima) ovvero uno in più di quanti ne avrebbe avuto se si fosse classificata ultimo.

## Medaglie
| Posizione | Atleta                 | Paese       |
| --------- | ---------------------- | ----------- |
|           | Anna Tunnicliffe       | Stati Uniti |
|           | Gintarė Volungevičiūtė | Lituania    |
|           | Lijia Xu               | Cina        |

## Risultati
| Pos. | Atleta                              | Regata | Regata | Regata | Regata | Regata | Regata | Regata | Regata | Regata | Regata | Regata     |     | Punteggio |
| Pos. | Atleta                              | 1      | 2      | 3      | 4      | 5      | 6      | 7      | 8      | 9      | 10     | Medal Race |     | Punteggio |
| ---- | ----------------------------------- | ------ | ------ | ------ | ------ | ------ | ------ | ------ | ------ | ------ | ------ | ---------- | --- | --------- |
|      | Anna Tunnicliffe Stati Uniti        | 4      | 5      | 6      | 5      | 6      | 3      | 15     | 2      | 2      | CAN    | 4          | 37  |           |
|      | Gintarė Volungevičiūtė Lituania     | 3      | 13     | 8      | 1      | 1      | 4      | 21     | 6      | 4      | CAN    | 2          | 42  |           |
|      | Lijia Xu Cina                       | 24     | 3      | 10     | 6      | 5      | 2      | 1      | 11     | 6      | CAN    | 6          | 50  |           |
| 4    | Sarah Blanck Australia              | 6      | 11     | 7      | 19     | 4      | 12     | 8      | 1      | 5      | CAN    | 8          | 62  |           |
| 5    | Sarah Steyaert Francia              | 11     | 1      | 21     | 3      | BFD    | 1      | 3      | 10     | 11     | CAN    | 16         | 77  |           |
| 6    | Nathalie Brugger Svizzera           | 13     | 6      | 12     | 12     | 22     | 10     | 10     | 8      | 9      | CAN    | 10         | 90  |           |
| 7    | Jo Aleh Nuova Zelanda               | 22     | 4      | 2      | 2      | 2      | 14     | 14     | 14     | 20     | CAN    | 18         | 90  |           |
| 8    | Evi Van Acker Belgio                | 1      | 10     | 16     | 10     | 12     | 6      | 12     | 4      | 18     | CAN    | 20         | 91  |           |
| 9    | Katarzyna Szotynska Polonia         | 5      | 21     | 11     | 24     | 21     | 5      | 2      | 20     | 12     | CAN    | 12         | 109 |           |
| 10   | Penny Clark Regno Unito             | 2      | 22     | 1      | 22     | 3      | 17     | 18     | 23     | 13     | CAN    | 14         | 112 |           |
| 11   | Mateja Petronijević Croazia         | 8      | 9      | 5      | 4      | 19     | 19     | 13     | 21     | 22     | CAN    |            | 98  |           |
| 12   | Cecilia Carranza Argentina          | 15     | 8      | 9      | 20     | 8      | 15     | 6      | DNS    | 23     | CAN    |            | 104 |           |
| 13   | Tania Elías Calles Messico          | 27     | 25     | DNF    | 13     | 15     | 16     | 7      | 3      | 1      | CAN    |            | 107 |           |
| 14   | Karin Soderstrom Svezia             | 19     | 19     | 4      | 25     | 9      | 18     | OCS    | 5      | 8      | CAN    |            | 107 |           |
| 15   | Petra Niemann Germania              | 20     | 20     | 19     | 8      | BFD    | 7      | 4      | 17     | 14     | CAN    |            | 109 |           |
| 16   | Nufar Edelman Israele               | 25     | 12     | 3      | 15     | 25     | 11     | 9      | 19     | 17     | CAN    |            | 111 |           |
| 17   | Lisa Ross Canada                    | 16     | 23     | 13     | 11     | 7      | 9      | OCS    | 25     | 7      | CAN    |            | 111 |           |
| 18   | Eftychia Mantzaraki Grecia          | 14     | 18     | 14     | 18     | 16     | 8      | 5      | 22     | 24     | CAN    |            | 115 |           |
| 19   | Tuula Tenkanen Finlandia            | 10     | 16     | 25     | 21     | 17     | 20     | 20     | 9      | 15     | CAN    |            | 119 |           |
| 20   | Tatiana Drozdovskaya Bielorussia    | 12     | 24     | 17     | 17     | 10     | 22     | 11     | 15     | 26     | CAN    |            | 119 |           |
| 21   | Larissa Nevierov Italia             | 17     | 15     | 22     | 9      | 11     | 13     | 16     | 24     | 21     | CAN    |            | 124 |           |
| 22   | Florencia Cerutti Bogado Paraguay   | 28     | 2      | 23     | 23     | 26     | 25     | 17     | 7      | 19     | CAN    |            | 125 |           |
| 23   | Ciara Peelo Irlanda                 | 23     | 17     | 15     | 7      | 13     | 24     | 25     | 18     | 10     | CAN    |            | 127 |           |
| 24   | Susana Romero Spagna                | 18     | 7      | 20     | 14     | 20     | 21     | 19     | 13     | 16     | CAN    |            | 127 |           |
| 25   | Yi Lo Man Singapore                 | 21     | 14     | 18     | 26     | 24     | 27     | 26     | 16     | 3      | CAN    |            | 148 |           |
| 26   | Paloma Schmidt Perù                 | 9      | 26     | 27     | 28     | 14     | 26     | 22     | 12     | 27     | CAN    |            | 163 |           |
| 27   | Anastasia Chernova Russia           | 7      | 28     | 26     | 16     | 18     | 23     | 24     | 26     | 28     | CAN    |            | 168 |           |
| 28   | Cathrine Margrethe Gjerpen Norvegia | 26     | 27     | 24     | 27     | 23     | 28     | 23     | 27     | 25     | CAN    |            | 202 |           |

Legenda abbreviazioni
DSQ = Squalificato
DNF = Non terminata
DNS = Non partito
OCS = Rimasto sulla linea di partenza
CAN = Regata cancellata